# Kenji Fujimoto
Kenji Fujimoto (藤本 健二?, Fujimoto Kenji; Akita, 1947) è un cuoco e scrittore giapponese che ha servito il leader nordcoreano Kim Jong-il dal 1988 al 2001.
Nella sua pubblicazione I was Kim Jong-Il's Cook ("Ero il cuoco di Kim Jong-il") del 2003 egli racconta la sua esperienza con Kim Jong-il. In molti dubitano della veridicità della sua testimonianza; tuttavia, Fujimoto fu in grado di prevedere l'ascesa al potere di Kim Jong-un, personalità relativamente sconosciuta all'epoca, che il padre preferiva rispetto al fratello maggiore Kim Jong-nam. Tale previsione, che era contraria al consenso degli esperti di politica nordcoreana, si avverò nel 2011.
Un cablogramma diplomatico segreto da Tokyo, che venne rilasciato da WikiLeaks, rivelò che Fujimoto era la migliore e spesso l'unica fonte di informazioni riguardanti la Corea del Nord dell'agenzia di spionaggio giapponese.

## Arrivo in Corea del Nord
Fujimoto visitò per la prima volta la Corea del Nord nel 1982. Sei anni dopo divenne lo chef personale di Kim Jong-il, ricevendo 45.000 £ all'anno. Gli vennero inoltre date due Mercedes. Dopo poco tempo, lui e Kim Jong-il fecero amicizia, andando a cavallo, a fare sci nautico e a sparare. Fujimoto confermò la grave caduta da cavallo subita da Kim Jong-il nel 1992, dalla quale uscì con una clavicola spezzata.

## Testimonianze
Fujimoto sostiene che a Kim Jong-il piacciano il "pesce vivo" e alcolici costosi come vini francesi e brandy, soprattutto il cognac Hennessy. Inoltre, secondo le sue testimonianze, sia Kim Jong-il che il figlio Kim Jong-un amano bere la zuppa di pinne di squalo tre volte a settimana. Lo chef giapponese girava spesso il mondo, a spese del padrone, per recuperare i cibi più pregiati, come meloni cinesi, birra ceca, caviale uzbeco, papaie tailandesi e maiale danese. Fujimoto sostiene che una volta il leader mandò un inviato a Pechino per recuperare degli hamburger di McDonald's. La cantina di Kim Jong-il conterrebbe 10.000 bottiglie, mentre i banchetti sarebbero potuti durare fino ai quattro giorni. Secondo lo chef, a Pyongyang vi era un'associazione di duecento individui dedicata solamente alla dieta di Kim Jong-il, affinché potesse mangiare solo i cibi più pregiati e più salutari.
Fujimoto descrisse anche lo "squadrone del piacere" di Kim, formato da giovani donne che avevano il compito di ballare e cantare per Kim Jong-il, di fargli fare il bagno e persino di spogliarsi e di danzare con gli altri invitati che, tuttavia, non avrebbero potuto toccarle, in quanto tale atto era considerato un "furto". A Kim piaceva la disco music e preferiva guardare gli altri ballare, anziché ballare lui stesso. Lo stesso Fujimoto ammette di aver sposato una delle donne dello squadrone del piacere (una famosa cantante nordcoreana, con la quale avrà tre figli). Dopo essersi ripreso dallo svenimento causato dall'alcol, egli fu convocato da Kim Jong-il, che lo invitò a controllare se avesse ancora il pelo pubico, che gli era stato rasato mentre era privo di conoscenza come scherzo di matrimonio.
Secondo Fujimoto, Kim Jong-il era una persona dal "temperamento violento". In un'intervista in Giappone egli disse a proposito dell'erede apparente Kim Jong-un: "Sa come arrabbiarsi e come lodare. Ha l'abilità di guidare la gente... e inoltre gli piace giocare a pallacanestro, pattinare, fare snowboard e sciare... Una volta l'ho visto giocare a golf e mi ha ricordato uno dei migliori professionisti giapponesi". In Corea del Nord, Fujimoto ricevette una foto di Kim Jong-un da bambino: non gli vennero donate fotografie più recenti. Gli era stato chiesto esplicitamente di non pubblicare la foto; tuttavia, nel febbraio del 2009, egli la rilasciò. Kim Jong-il disse che il fratello maggiore di Jong-un, Kim Jong-chul, era "troppo effeminato e inadatto a governare".
Fujimoto si pronunciò anche su un incidente del 1995 in una centrale nucleare anonima, in seguito alla quale diversi lavoratori si ammalarono e persero i denti. Egli parlò anche del grande dolore che afflisse Kim Jong-il in seguito alla morte del padre Kim Il-sung, che lo portò a contemplare il suicidio. Nel 1989 chiese diverse volte a Fujimoto la sua opinione riguardo alle armi nucleari.

## Fuga dalla Corea del Nord
Mentre lavorava per la famiglia Kim, Fujimoto pensò diverse volte di tornare in Giappone. Nel 1996 egli venne arrestato durante una visita al suo paese natio, poiché il suo interprete viaggiava con un passaporto falso della Repubblica Dominicana. Nel marzo del 2001, egli fuggì in Giappone passando per la Cina, per paura di aver suscitato le invidie di palazzo e di essere considerato una spia. Poco prima di lasciare la Corea del Nord, egli mostrò a Kim Jong-il un video di un riccio di mare tratto da uno show televisivo giapponese, promettendogli che gliel'avrebbe cucinato se gli fosse stata data la possibilità di andare in Hokkaidō, dove avrebbe potuto recuperare la pietanza. Kim gli disse che era un'ottima idea, e lo lasciò andare. Una volta in Giappone, Fujimoto condusse una vita nel nascondimento, poiché sospettava di essere nel mirino degli agenti nordcoreani. Egli apparve nella televisione giapponese con il volto oscurato, chiamandosi "l'esperto di Kim Jong-il". Dopo aver pubblicato il libro I was Kim Jong-il's Cook ("Ero il cuoco di Kim Jong-il") iniziò a portare sempre un giubbotto antiproiettile.

## Ritorno in Corea del Nord
Nel giugno del 2012 Fujimoto ricevette un invito da parte di Kim Jong-un a tornare in Corea del Nord. Il 21 giugno 2012 egli prese un volo per Pyongyang con scalo a Pechino. Durante la sua visita, Fujimoto ebbe l'occasione di incontrare Kim Jong-un e sua moglie. Egli affermò che Pyongyang era molto cambiata rispetto all'ultima volta in cui l'aveva vista.
Nel 2017 ha aperto un ristorante giapponese a Pyongyang.